# Masacre holandesa de sodomitas

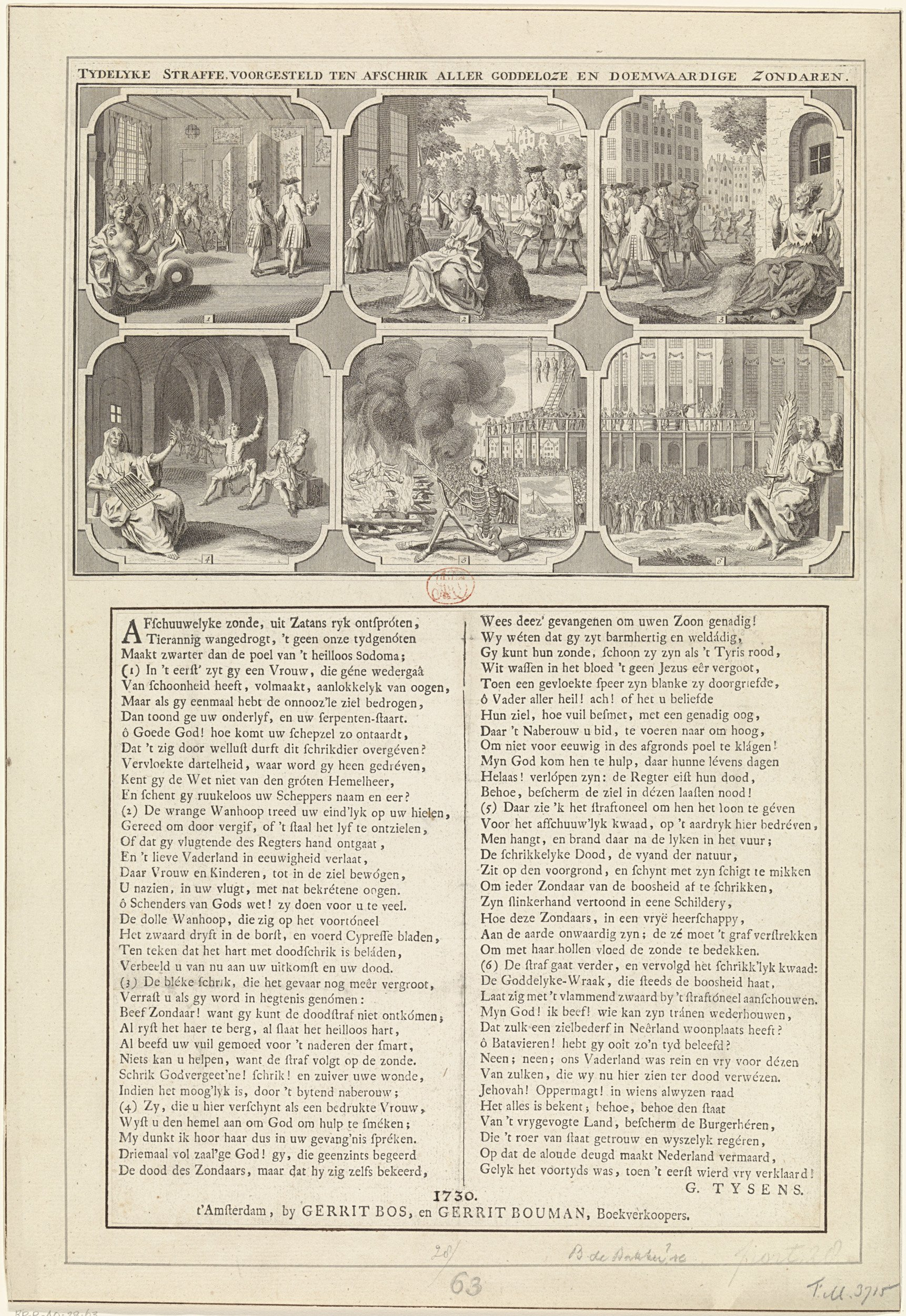
Grabado en Ámsterdam en 1731 como advertencia a los «malditos y ateos pecadores». Cada cuadro presenta en primer plano a una mujer en forma de alegoría.
(1) Alegoría «pecado». Dos hombres abandonan una reunión tras oír sobre las persecuciones.
(2) Alegoría «desespero». Los dos hombres huyen de sus casas.
(3) Alegoría «terror». Los sospechosos son detenidos en la calle.
(4) Alegoría «castigo». Los convictos esperan su condena.
(5) Alegoría «muerte». Plaza de Ámsterdam en la que los sodomitas son ajusticiados de forma pública por diversos métodos.
(6) Alegoría «justicia divina». Igual que la anterior.

En los años 1730 y 1731 comenzó en Utrecht, Países Bajos, una campaña de persecución de homosexuales, que posteriormente se extendió por todo el país. Es la persecución de homosexuales más grave en la historia neerlandesa y, según el historiador Louis Crompton, la más grave anterior a la persecución realizada por los nazis.

## Antecedentes

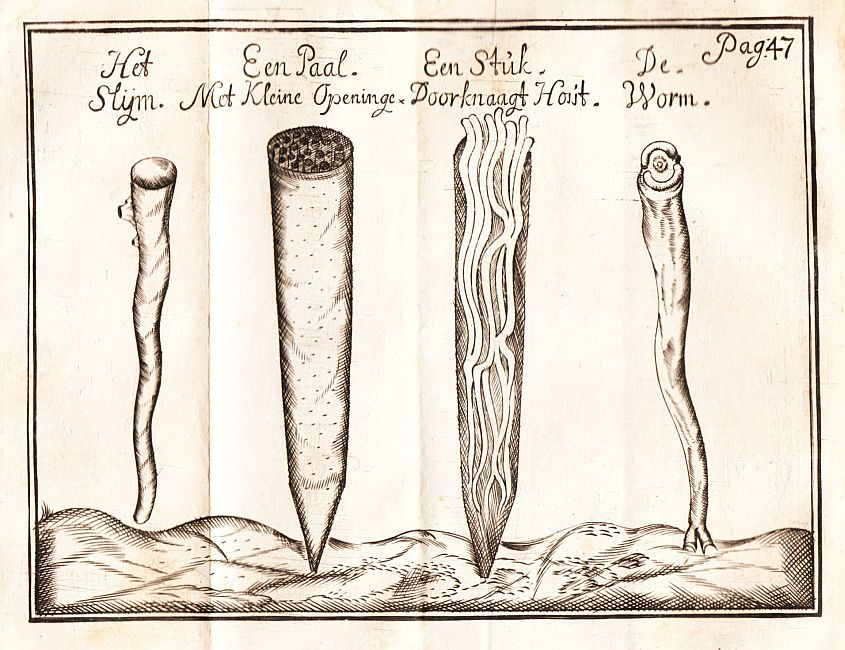
Imagen de la broma en un panfleto holandés de 1733 que explicaba que era una venganza de Dios por la abundancia de sodomitas en los Países Bajos.

Durante el siglo XVII las Provincias Unidas de los Países Bajos se habían convertido en uno de los lugares más tolerantes de Europa y vivía su Edad de Oro. En sus calles se mezclaban personas de los cinco continentes, en sus casas se refugiaban los perseguidos por razones religiosas llegados de toda Europa y en sus mercados se mezclaban cristianos con judíos y musulmanes, que tenían en Ámsterdam la única mezquita de la Cristiandad. La última quema de brujas se había producido en 1595.
Sin embargo, tras la Paz de Utrecht en 1713, el país comenzó su decadencia militar y política. Había una seria epidemia entre el ganado vacuno, en 1728 grandes inundaciones habían asolado el país y en el invierno de 1731 una parte de los diques se hundieron a causa de la broma, un molusco en forma de gusano, desconocido hasta el momento para los neerlandeses.

## Primeras detenciones
Las ruinas de la nave central de la anteriormente católica y desde 1580 protestante catedral de Utrecht, que se había hundido en 1674 tras una tormenta, habían sido durante años un lugar de encuentro para «sodomitas»: hombres que buscaban sexo con otros hombres. En 1730 y 1731, tras las quejas del sacristán de la catedral, el gobierno ordenó una investigación. Inicialmente se detuvo a un exsoldado de 22 años y a un sirviente llamado Zacharias Wilsma. Wilsma conocía bien los círculos de sodomitas en diversas ciudades, identificando a 140 hombres.

## Histeria
El descubrimiento de redes de sodomitas por todo el país produjo una histeria generalizada tanto en las élites como en las clases bajas. La sodomía era vista como un pecado católico, del que los protestantes estaban exentos, dando la idea de que una «quinta columna» papal se había introducido entre sus filas. Unido al problema de la broma, el país fue inundado de panfletos, sermones, tratados y poemas que trataban de convencer a la población de que Dios estaba furioso por la rampante inmoralidad y acusaban de todos los males a los sodomitas. A la extensión de la histeria también colaboraron artistas gráficos realizando grabados sobre el tema.
Los homosexuales de Ámsterdam revelaron tener una subcultura propia, similar a la de Londres y París, con prostíbulos masculinos, llamados «casas de diversión», y dos tabernas. También tenían su propia jerga, hablando de «salir a la oficina» cuando salían de las tabernas a los baños públicos para mantener relaciones sexuales, o de «trabajo sucio» cuando se referían al sexo anal. También empleaban motes femeninos para referirse entre ellos, de nuevo al igual que otros grupos conocidos en París, Londres, Lisboa o México de la época.

## Extensión
Siguieron detenciones en Ámsterdam, La Haya, Róterdam, Haarlem y Leiden. Poco después, la histeria persecutoria tomó niveles desconocidos en Europa extendiéndose a ciudades menores como Delft, Groninga, Heusden, Kampen, Leeuwarden, Middelburg, Naarden, Ryswyk, Schieland (Beverwijk), Utrecht, Vianen, Voorburg, Woerden, Zutphen y Zwolle. Las leyes referentes a la sodomía en las Provincias Unidas eran muy diferentes en las distintas provincias, algunas apoyándose en la Constitutio Criminalis Carolina, mientras otras no tenían leyes explícitas. Sin embargo todas las provincias condenaron a muerte a los sodomitas, apoyándose en razonamientos religiosos. Se juzgó a 250 hombres y por lo menos 75 fueron ajusticiados. En Utrecht, 18 acusados fueron condenados a muerte y estrangulados. En otros lugares emplearon métodos diversos de ajusticiamiento. En Ámsterdam, Pieter Marteyn, Janes Sohn y Johannes Keep fueron estrangulados y quemados el 24 de junio de 1730. En la misma ciudad, el mismo día, Maurits van Eeden y Cornelius Boes fueron inmersos vivos en un barril lleno de agua y murieron ahogados. En La Haya, Jan Backer y Jan Schut fueron ahorcados y quemados el 12 de junio de 1730. En cambio, en la misma ciudad, ese mismo día, otros 5 acusados fueron ahorcados y luego arrojados al mar con un peso de 50 libras atado a los pies.
Más de 100 hombres fueron condenados en ausencia, al haber logrado huir del país, entre ellos, algunos ciudadanos de alta cuna que habían sido prevenidos y escaparon antes de ser detenidos. De hecho, se ordenó que aquellos que habían abandonado el país desde el 1 de mayo de 1730 sin una razón aparente, debían ser exiliados si no aportaban alguna razón convincente. Algunos personajes importantes no consiguieron o no quisieron huir, como Frederick van der Reede, pero la mayoría de los detenidos eran personas humildes: correos, aprendices, marineros, cocheros, sirvientes, decoradores, mercaderes de especies, curtidores, toneleros, posaderos, mercaderes de vino, floristas y tejedores.

## Persecución en Faan

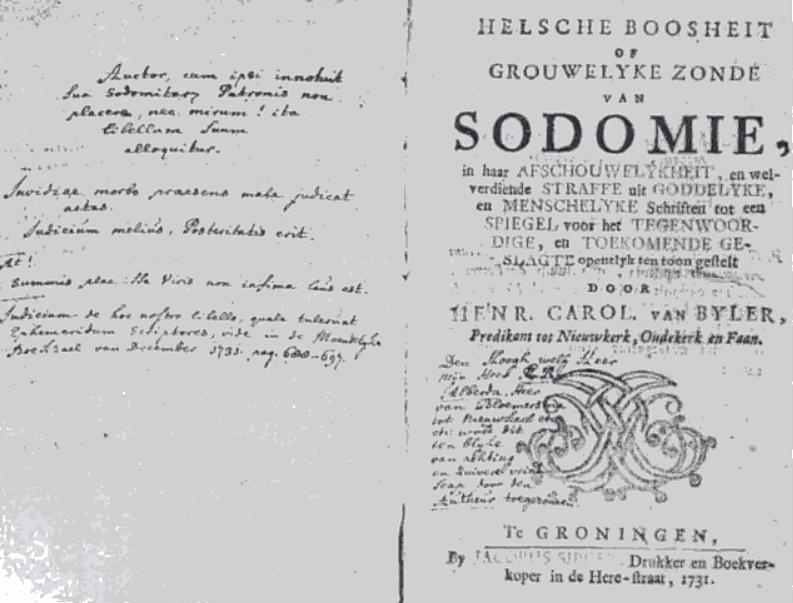
«Maldad infernal del terrible pecado de sodomía» (1731), de Henricus Carel van Buyler.

La histeria llegó a su paroxismo en el pueblo de Faan (Groninga), donde fue exacerbado por rivalidades políticas.
Rudolf de Mepsche, el grietman local (una especie de alcaide, mezcla de alcalde y juez), señor de Oosterdeel-Langewoldt, que incluía Faan y otros cinco pueblos, había perdido poder a favor de su rival, Maurits Clant, señor de Hanckema. El ambiente había sido caldeado por uno de los partidarios de Mepsche, el clérigo local Henricus Carel van Buyler (también escrito como Henricus Carolinus van Bijler), con su panfleto de 1731 titulado «Maldad infernal del terrible pecado de sodomía», en el que acusaba al papa y a los jesuitas de una conspiración diabólica para exterminar a la raza humana. Van Buyler era partidario de castigos severos, incluidos los niños a partir de los 12 años, y calificaba a cualquiera que se opusiese a su punto de vista como «abogados del reino de Satán».
De hecho, Faan era una pequeña comunidad rural sin conexión conocida con las redes de sodomitas. En abril de 1731, cuando el asunto ya se había tranquilizado en otras partes del país, comenzaron lo juicios en Faan con el interrogatorio de un niño ciego de 13 años que había acusado a otro de la misma edad. Los dos niños nombraron a 18 hombres de entre 15 y 20 años con los que afirmaban haber realizado juegos eróticos; en mayo se había detenido a 6 granjeros, cuatro partidarios de Clant; finalmente se acusó a 36 hombres, muchos de los cuales confesaron bajo «torturas insoportables». El 21 de septiembre 24 hombres y niños fueron condenados y todos, excepto dos, fueron ejecutados, uno tenía 14 años y otro 15. Para calmar los ánimos de amigos y familiares, de Mepsche tuvo que estacionar tropas en el pueblo.
En abril de 1732 todavía había doce hombres en la cárcel esperando a ser juzgados y hubo amenazas de más arrestos. Finalmente, tras la muerte de un hombre más, el gobierno provincial intervino y acusó a de Mepsche de mala conducta y él, van Buyler y sus colaboradores cayeron en desgracia.

## Repercusiones
El escándalo tuvo un eco en los periódicos de Francia, Inglaterra, Irlanda y Alemania, e incluso llegó a ser comentado en las colonias americanas. De hecho las Provincias Unidas llegaron a enviar una queja a Inglaterra, nada sospechosa de tolerancia frente a los sodomitas, porque un periódico había afirmado que los brutales procedimientos de los tribunales neerlandeses podían poner en peligro a inocentes, acusándolos de usar los métodos de tortura de la Inquisición.

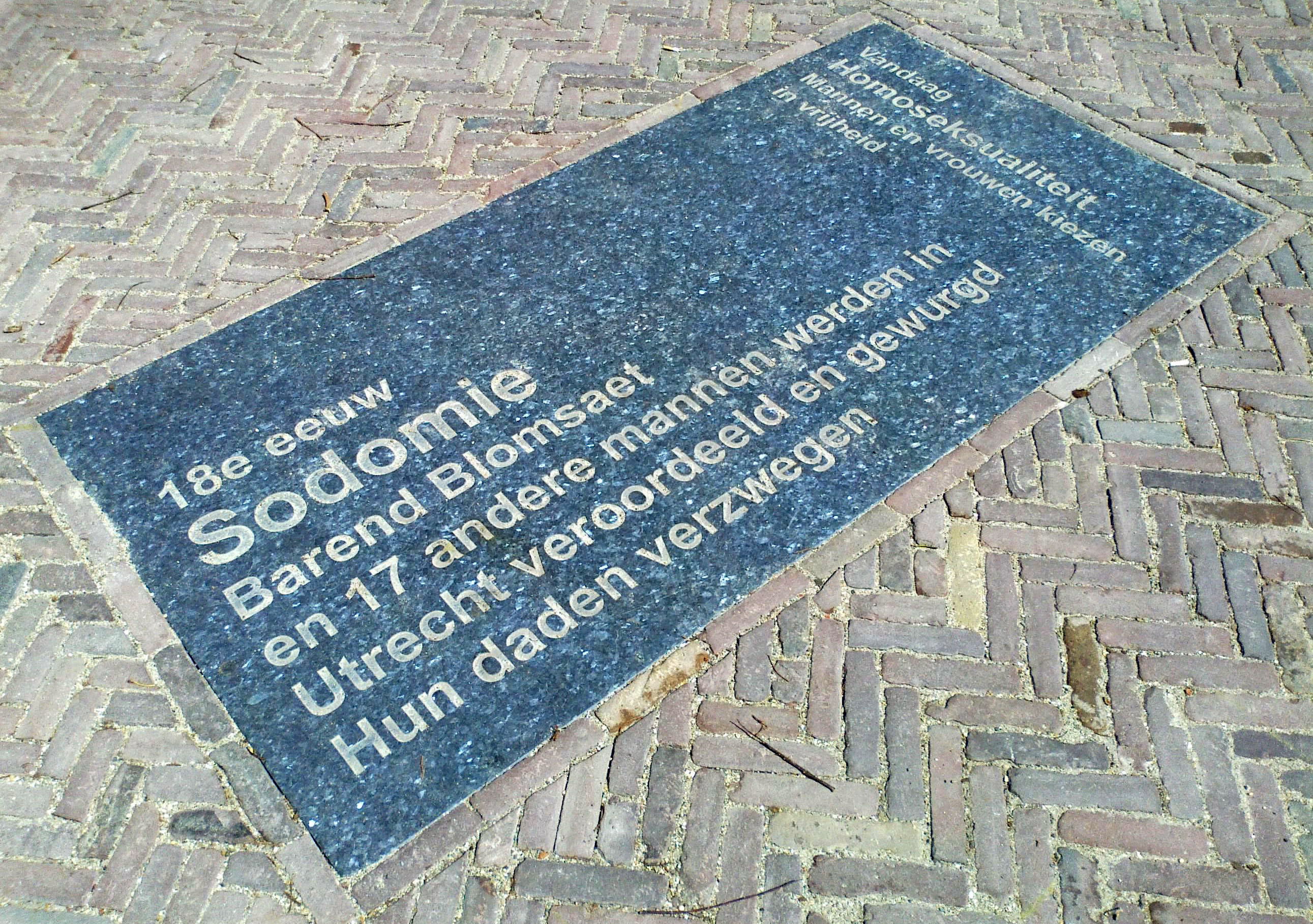
Placa en la plaza de la catedral de Utrecht: «Barend Blomsaet y otros 17 hombres condenados y ejecutados en Utrecht.»

Otras olas de persecución siguieron a esta en 1764 en Ámsterdam, en diversas ciudades en 1776 y en La Haya y Utrecht en 1797, eliminando efectivamente la subcultura homosexual. La exposición pública del pecado nefando produjo una modificación en la percepción de la sodomía. Anteriormente había sido considerada simplemente como un pecado con el que Satán tentaba a los hombres, pero comenzó a considerarse como una característica de un grupo determinado de personas, un tipo diferenciado de hombre con su propio estereotipo. El mismo tipo de cambio de percepción se dio en los homosexuales mismos, que comenzaron a considerar la inclinación como propia de su naturaleza.
Una consecuencia más fue el comienzo de la persecución de las tríbades (lesbianas) en los Países Bajos. De 1731 a 1811, fecha de la introducción del código penal francés ante la anexión francesa del Reino de Holanda, sólo en Ámsterdam, se juzgó a 23 mujeres por ese delito.
La denominación «utrechtenaar», nombre dado a los habitantes de Utrecht, pasó a ser durante 200 años sinónimo de sodomita. El término volvió a ser introducido por los homosexuales en la década de 1930 como término neutral.
La ciudad de Utrecht se ha distanciado de los hechos y como gesto de desagravio se ha colocado una piedra en la plaza de la catedral, donde antiguamente se encontraba la nave de la antigua catedral y donde se encontraban los sodomitas, en la que se recuerda la persecución y que los hombres y las mujeres deberían tener la posibilidad de vivir su homosexualidad sin miedo a la persecución.